# August Alle
August Alle (n. 31 august 1890, Viljandi, Gubernia Livonia, Imperiul Rus – d. 8 iulie 1952, Tallin, RSS Estonă, URSS) a fost un scriitor și avocat eston, membru al mișcării literare Siuru. După ocupația sovietică a Estoniei, a colaborat cu sovieticii, ca președinte al unei comisii de cenzură. 

## Tinerețe
August Alle a fost fiul unui pietrar. A urmat școala parohială din Viljandi, apoi seralul din Narva. În 1915, el s-a înscris ca student la fără frecvență în Oryol și a început să studieze Farmacia, dar în curând a renunțat la aceste studii. Din 1915 până în 1918 a studiat Medicina la Universitatea din Saratov. Din august 1922, Alle a studiat Dreptul la Universitatea din Tartu. A amânat examenele finale până în 1937. Apoi a practicat ca avocat independent. 

## Carieră literară

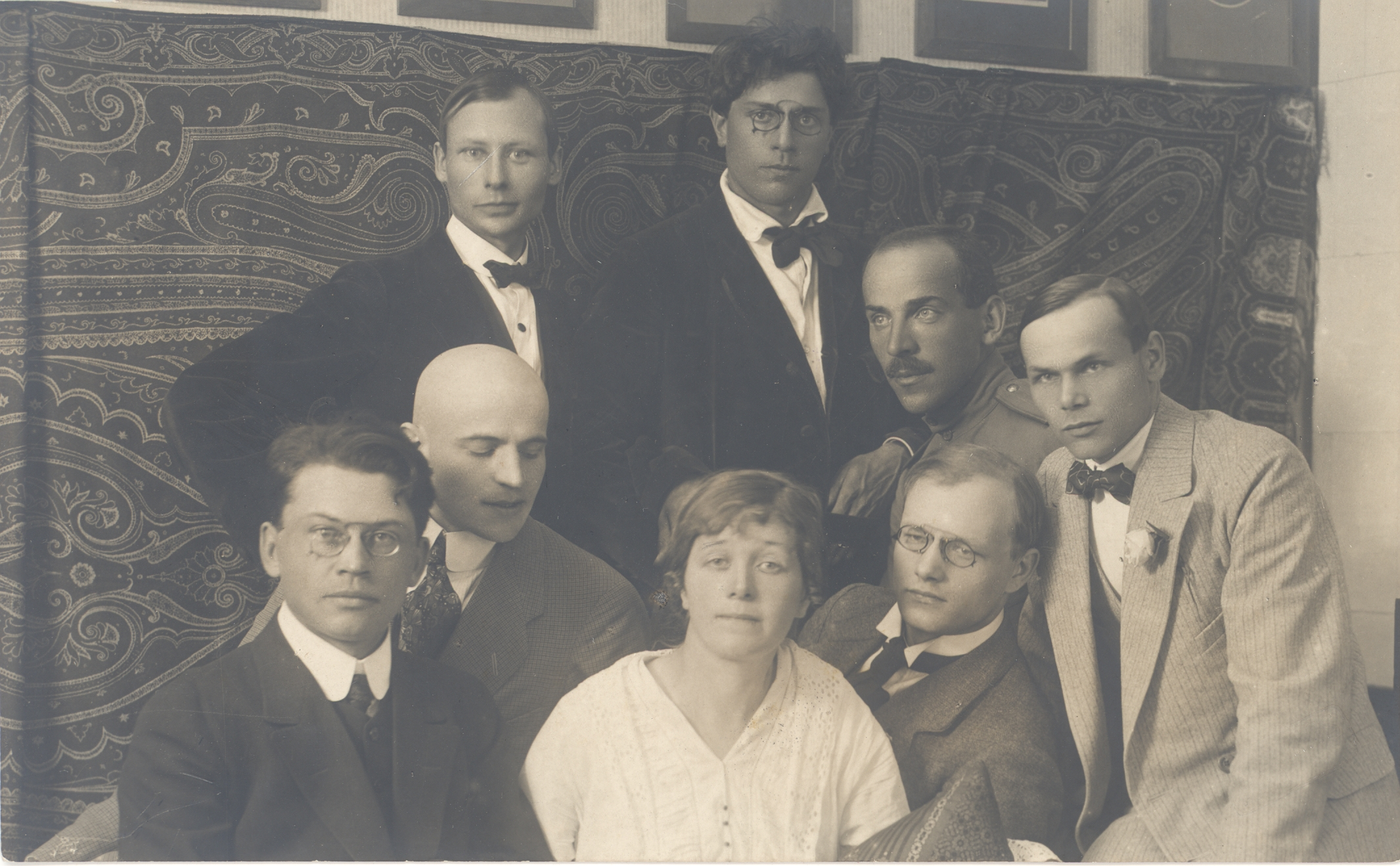
Membrii grupului Siuru, în spate: Peet Aren, Otto Krusten, primul rând: Friedebert Tuglas, Arthur Adson, Marie Under, August Gailit, Johannes Semper și Henrik Visnapuu.

După ce a studiat medicina, August Alle a lucrat în Estonia ca jurnalist și lector, înainte de a se dedica complet scrisului. Din 1919 a fost unul dintre membrii mișcării literare Siuru. August Alle a fost, de asemenea, cunoscut ca un comentator și critic literar. Faima sa literară a venit odată cu colecția sa de poezie Carmina Barbata din 1921. Scrisul lui a fost în mod deliberat scandalos, ironic, sarcastic și satiric. El a fost maestru al epigramei și al schițelor. Stilul său era ascuțit și temut în Estonia. El s-a întors în special împotriva clasei de mijloc emergente din perioada interbelică. În lucrările sale, el a evocat experiențele sale din revoluționarul Petrograd și din Tartu în Estonia după războiul eston de independență. Poezia lui August Alle a criticat puternic tendințele fasciste din Europa din acea vreme. 

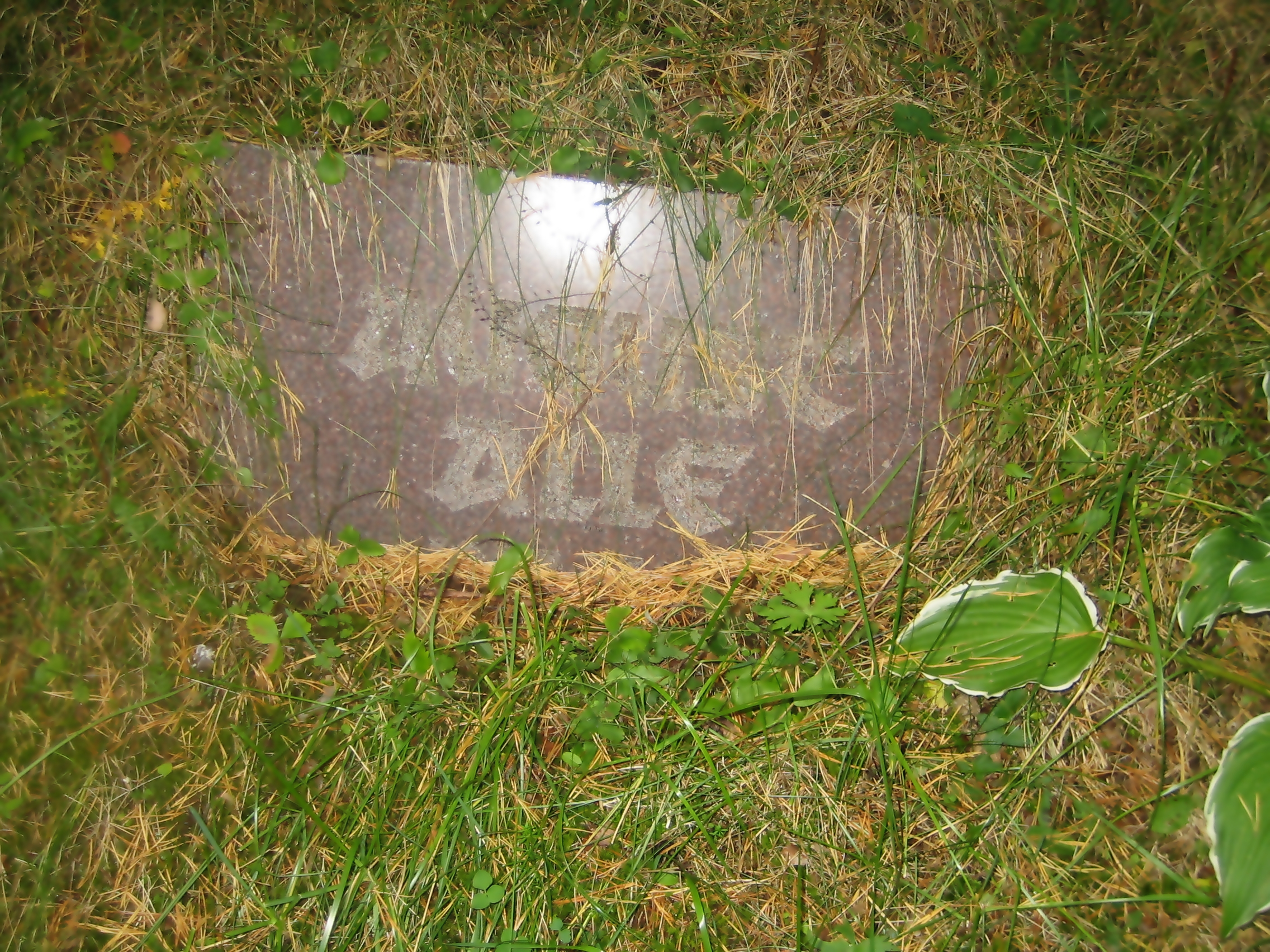
Placa de la mormântul lui August Alle din cimitirul Metsakalmistu din Tallinn

## Colaborarea cu sovieticii
După ocupația sovietică a Estoniei în 1940, Alle a devenit președintele unei comisii sovietice care a întocmit liste de cărți pentru a fi interzise și scoase din biblioteci. Printre cărțile interzise au fost lucrările lui Sigmund Freud, Rudolf Steiner, Artur Adson, Gustav Suits și Marie Under. În total, 1552 de titluri au fost interzise. August Alle a făcut parte din Consiliul de Administrație al Asociației Scriitorilor din Estonia. În plus, a fost redactor la diverse reviste literare. Din 1946 până la moartea sa a fost redactor-șef al prestigioasei reviste literare Looming, cu toate că după 1944 revista a fost controlată de sovietici. 

## Lucrări
- Üksinduse saartele (1918)
- Carmina Barbata (1921)
- Laul kleidist helesinisest ja roosast seelikust  (1925)
- Ummiklained (1930)
- Karmid rütmid (1934)
- Lilla elevant (1923)
- Epigrame (1944).